# Fantaisies
Fantaisies pour piano is een bundeling van vijf composities van Christian Sinding voor piano. Sinding schreef talloze muziekwerkjes voor de piano, maar deze opus 118 is het eerste werk dat de titel fantasie draagt.
De titels van de werkjes zijn:
1. Décision (allegro con fuoco) (sluitend in Es-majeur)
2. Méditation (andante) (B-majeur)
3. Caprice (con brio) (Es-majeur)
4. Nocturne (andante cantabile) (Fis-majeur)
5. Conte (allegro non troppo) (gis-mineur)